# Hirtella tubiflora
Hirtella tubiflora är en tvåhjärtbladig växtart som beskrevs av José Cuatrecasas. Hirtella tubiflora ingår i släktet Hirtella och familjen Chrysobalanaceae. Inga underarter finns listade i Catalogue of Life.